# NGC 3198
NGC 3198 ist eine Balken-Spiralgalaxie vom Hubble-Typ SBc im Sternbild Großer Bär am Nordsternhimmel, die schätzungsweise 30 Millionen Lichtjahre von der Milchstraße entfernt ist.
Das Objekt wurde am 15. Januar 1788 von dem deutsch-britischen Astronomen Wilhelm Herschel entdeckt.
Mithilfe von Weltraumteleskopen wurde sie in auf der Erde nicht sichtbaren Spektralbereichen aufgenommen.

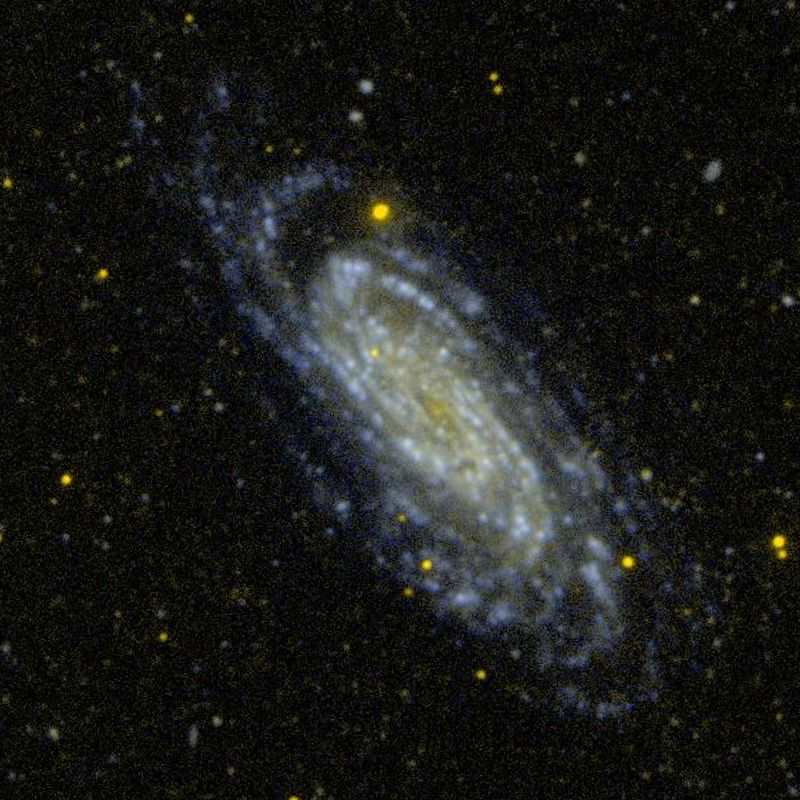
Ultraviolettaufnahme der Galaxie NGC 3198 mittels GALEX.
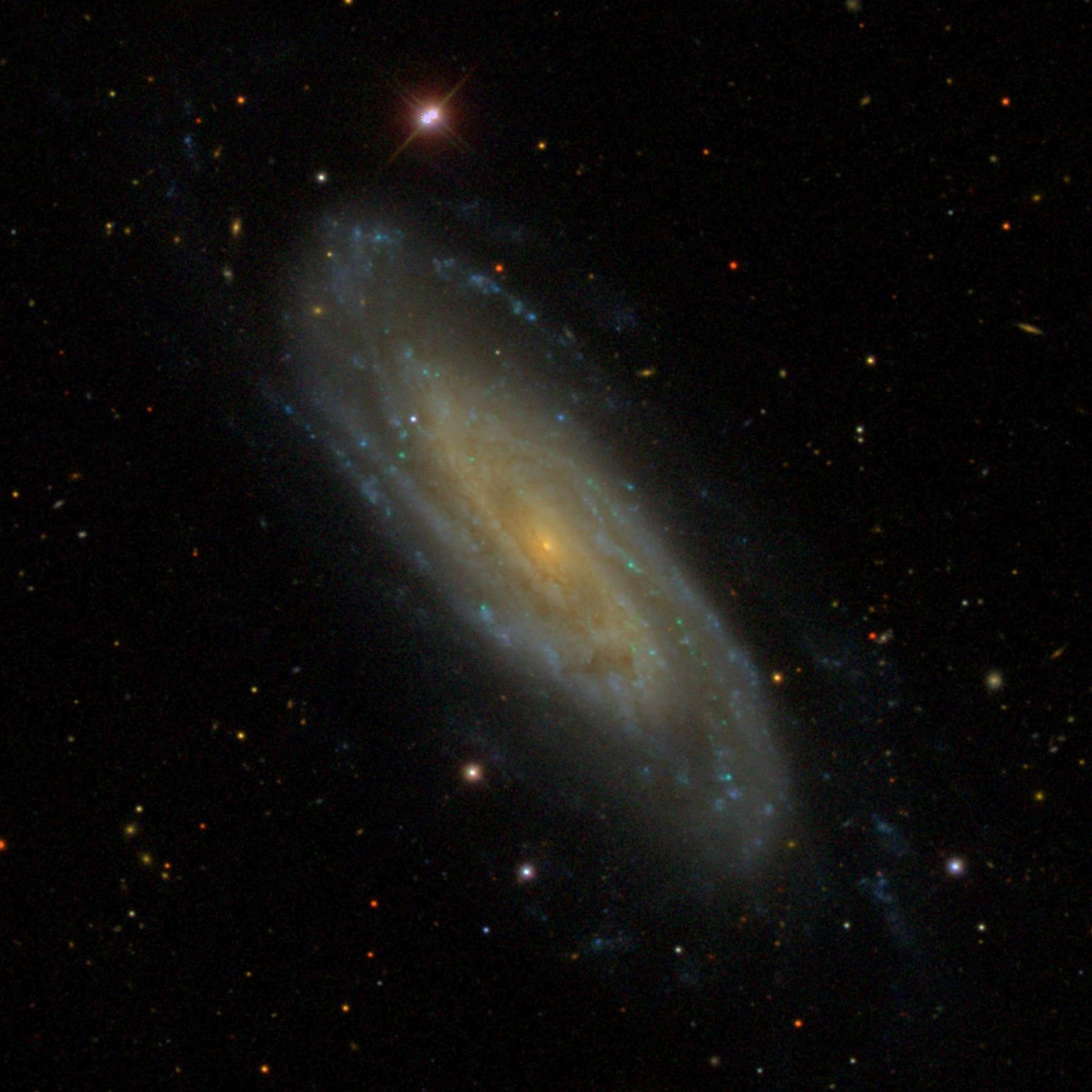
Aufnahme im sichtbaren Spektrum und nahem Infrarot, SDSS.
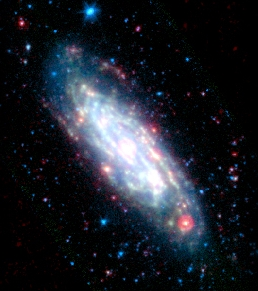
Die Galaxie NGC 3198 aufgenommen im Infrarotem vom Spitzer-Weltraumteleskop.